# Charles Henry Caffin
Pour les articles homonymes, voir Caffin.
Charles Henry Caffin, né le 4 juin 1854 et mort le 14 janvier 1918, est un écrivain et critique d'art anglo-américain, né à Sittingbourne, dans le Kent, en Angleterre.

## Biographie
Après avoir obtenu son diplôme en 1876 du Magdalen College, à Oxford, avec une vaste expérience en culture et en esthétique, Charles Henry Caffin se lance dans le travail scolaire et théâtral. En 1888, il épouse Caroline Scurfield, une actrice et écrivaine britannique. Ils ont deux filles, Donna et Freda. En 1892, la famille s'installe aux États-Unis. Charles H. Caffin travaille au département de décoration pour l'exposition de 1893 à Chicago, et après avoir déménagé à New York City en 1897, il est le critique d'art du Harper's Weekly, de l'Evening Post de New York, du Sun de New York – de The Artist, du Studio International et du New York American. Ses publications sont d'un caractère populaire plutôt que savant, mais il est un défenseur important, bien qu'équivoque, de l'art moderne en Amérique. Ses écrits sont suggestifs et stimulants pour les profanes et encouragent l'intérêt dans de nombreux domaines de l'art. Un de ses derniers livres, Art for Life's Sake (1913), décrit sa philosophie, qui soutient que les arts doivent être considérés comme « une partie intégrante de la vie... [pas comme] un parasite semblable à une orchidée sur la vie ». Il plaide également vigoureusement pour l'éducation artistique dans les écoles élémentaires et les lycées américains et est aussi un conférencier régulier.
L'intérêt de Caffin pour la photographie picturale aconduit à l'amitié la plus importante et la plus productive de sa vie avec Alfred Stieglitz. Ce dernier engage Caffin comme écrivain pour sa revue Camera Work, pour laquelle il écrit des appréciations sur les photographies de Stieglitz ainsi, qu'entre autres, de celles d'Edward Steichen, Frank Eugene, Joseph Keiley et Gertrude Käsebier. Camera Work, qui a été fondée en 1902, continue sa publication jusqu'en 1917 et, selon les mots du biographe de Stieglitz, Caffin était « le seul grand critique favorable aux objectifs [de Stieglitz] de durer toute la vie du magazine ». La relation avec Stieglitz conduit également à une plus grande exposition à de nouveaux arts. Passant en revue les expositions de la galerie Stieglitz, la « 291 », Caffin a l'occasion d'évaluer des artistes stimulants aussi différents qu'Abraham Walkowitz, Alfred Henry Maurer, John Marin, Arthur Dove et Marsden Hartley. Une partie du nouvel art qu'il a vu (par exemple, le cubisme et le synchromisme) sont déroutants et désorientants pour lui, mais une grande partie est une révélation dont il est heureux de discuter dans ses colonnes de journaux et de magazines.
Dans les années qui s'écoulent entre l'Armory Show de 1913, qu'il trouve impressionnante mais dangereusement sensationnaliste, et sa mort en 1918, Caffin couvre énergiquement l'évolution du monde de l'art new-yorkais et exhorte ses lecteurs à donner une chance aux difficiles nouveaux peintres. Il fait valoir auprès des sceptiques le travail de modernistes européens comme Henri Matisse, Constantin Brâncuși et Francis Picabia. Pourtant, il partage également ses propres doutes. Alors qu'il pouvait remarquer les qualités novatrices de Paul Cézanne et de Georges Braque, il écarte « l'humour de tête d'épingle » de Marcel Duchamp et trouve les peintures de Coney Island de Joseph Stella agressivement vulgaires. Écrivant sur une exposition consacrée à Picasso de 1915, il admet que tous les artistes doivent suivre « l'appel inévitable de leur propre génie » mais que Picasso « a atteint un point d'abstraction intentionnelle que, pour ma part, je ne peux pas suivre ».

## Œuvres publiées
- Handbook of the New Library of Congress, compiled by Herbert Small; with Essays on the Architecture, Sculpture and Painting by Charles Caffin (1897)
- Photography as a Fine Art (1901)
- American Masters of Painting (1902)
- American Masters of Sculpture (1903)
- How to Study Pictures by Means of a Series of Comparisons of Paintings and Painters (1905)
- Story of American Painting (1907)
- A Child's Guide to Pictures (1908)
- The Appreciation of the Drama (1908)
- The Art of Dwight W. Tryon (1909)
- The Story of Dutch Painting (1909)
- The Story of Spanish Painting (1910)
- A Guide to Pictures for Beginners and Students (1910)
- Story of French Painting (1911)
- Francisco Goya Lucientes (1912)
- Art for Life's Sake (1913)
- How to Study the Modern Painters (1914)
- How to Study the Old Masters (1914)
- The A.B.C. Guide to Pictures (1914)
- How to Study Architecture (1917)